# 平井峰太郎
平井 峰太郎（ひらい みねたろう、1963年-）は、シンエイ動画に所属する日本の男性アニメーション演出家である。

## 来歴・人物
『ドラえもん (1979年のテレビアニメ)』で多くの作品の演出を担当。ドラえもん映画作品では『ドラえもん のび太と竜の騎士』（1987年）から『ドラえもん のび太のドラビアンナイト』（1991年）まで演出助手、『ドラえもん のび太と雲の王国 』（1992年）から『ドラえもん のび太と銀河超特急』（1996年）まで演出を手掛けた。
『ドラえもん』の降板後は『クレヨンしんちゃん』の演出を2005年5月放映分より担当。その傍ら野坂昭如原作『僕の防空壕』（2005年）・『焼け跡の、お菓子の木』（2006年）など、シンエイ動画が制作するテレビアニメスペシャル番組の演出を手がけ、『ふたつの胡桃』（2007年）で初監督を経験した。『クレヨンしんちゃん』では2007年6月15日放送回のBパート「ひとりぼっちのオラだゾ」では脚本を手がけ、同時に絵コンテと演出も兼任。2021年は番外編シリーズでチーフディレクターを務め、2023年8月26日放送回より副監督となる。

## 主な参加作品

### テレビアニメ
- ドラえもん（大山ドラ時代：1987年-2005年、絵コンテ・演出）
- ドラえもんめいさく劇場 （大山ドラ時代：1993年、脚本・絵コンテ・演出）
- オバケのQ太郎（1985年-1987年、絵コンテ・演出）
- Mr.ペンペン（1986年、演出助手）
- クレヨンしんちゃん （2005年-、副監督・脚本・絵コンテ・演出）
- 野坂昭如戦争童話集 ぼくの防空壕 （2005年、演出）
- 野坂昭如戦争童話集 焼跡の、お菓子の木 （2006年、演出）
- 白い恋人 （2006年、絵コンテ・演出）
- 戦争童話 ふたつの胡桃（2007年、監督・絵コンテ）
- 野坂昭如戦争童話 キクちゃんとオオカミ （2008年、監督・絵コンテ）
- 戦争童話 青い瞳の女の子のお話 （2009年、監督・絵コンテ）
- SHIN-MEN （2012年、絵コンテ）
- クレヨンしんちゃん（おバカはじめて物語 原始時代編）（2021年、チーフディレクター・絵コンテ・演出）
- クレヨンしんちゃん（シリつ探偵しんのすけの事件ファイル）（2021年、チーフディレクター・絵コンテ・演出）
- クレヨンしんちゃん（おベンジャーズだゾ）（2021年、チーフディレクター・絵コンテ・演出）

### 映画
- 忍者ハットリくん+パーマン 忍者怪獣ジッポウvsミラクル卵 （1985年、制作進行）
- ドラえもん のび太と竜の騎士 （1987年、演出助手）
- ドラえもん のび太のパラレル西遊記 （1988年、演出助手）
- ドラえもん のび太の日本誕生 （1989年、演出助手）
- ドラえもん のび太とアニマル惑星 （1990年、演出助手）
- ドラえもん のび太のドラビアンナイト （1991年、演出助手）
- ドラえもん のび太と雲の王国 （1992年、演出）
- ドラえもん のび太とブリキの迷宮 （1993年、演出）
- ドラえもん のび太と夢幻三剣士 （1994年、演出）
- ドラえもん のび太の創世日記 （1995年、演出）
- ドラえもん のび太と銀河超特急 （1996年、演出）
- クレヨンしんちゃん 伝説を呼ぶブリブリ 3分ポッキリ大進撃 （2005年、演出助手） ※木野雄と共同
- クレヨンしんちゃん 伝説を呼ぶ 踊れ!アミーゴ! （2006年、絵コンテ・演出助手）
- クレヨンしんちゃん 嵐を呼ぶ 歌うケツだけ爆弾! （2007年、絵コンテ）
- ゴーちゃん。〜モコとちんじゅうの森の仲間たち〜（2017年、演出）
- ゴーちゃん。〜モコと氷の上の約束〜（2018年、監督・絵コンテ・演出）

### その他
- みんなのどうよう(赤とんぼ)（2015年、演出）